# El Purgatorio
El Purgatorio es una pintura del artista venezolano Cristóbal Rojas, la obra se realizó por encargo del párroco de la iglesia de la parroquia La Pastora  en Caracas - Venezuela, el cuadro es un óleo sobre tela  de dimensiones 339 x 256 cm. El cual estuvo acabado en 1890 y con el cual en es ese mismo año Rojas fue merecedor de la Medalla de Oro en Tercera Clase en el Salón de artistas de París - Francia esta fue la última obra realizada por Rojas, antes de morir el 8 de noviembre de 1890.

## Autor

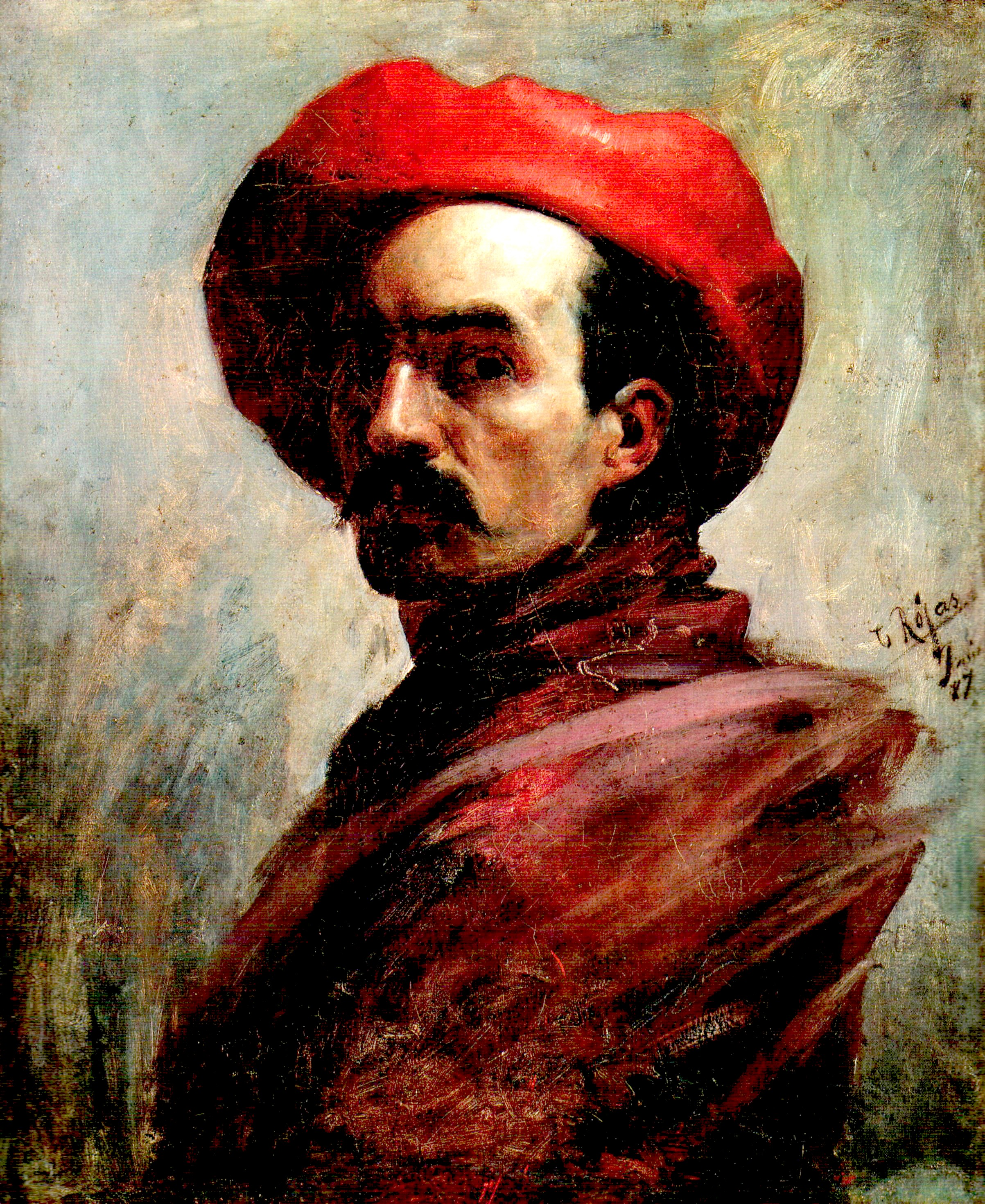
Autorretrato de Cristóbal Rojas

Cristóbal Rojas (Cúa, Miranda, Venezuela, 15 de diciembre de 1858 - Caracas - Distrito Capital, 8 de noviembre de 1890) fue un pintor venezolano, junto a Arturo Michelena uno de los más importantes pintores del siglo XIX venezolano.
La obra de Rojas esta fuertemente influenciada por el estilos de los salones de Francia y muy en particular por el estilo realista de Gustave Courbet y Honoré Daumier, de allí la temática de su obra en la que existe un dominio del claro oscuro y sentimiento de lo dramático son predominantes.

## Sobre la obra El Purgatorio
Entre las características de esta obra pictórica de Rojas cabe destacar que es su única obra en la que se muestran desnudos y por lo cual se puede plantear como la síntesis de todos sus esfuerzos por dominio cabal de la anatomía humana, adicionalmente este cuadro introducen en la tradición del cuadro de animas una nota veridica y emocionante que proviene de la traición del autor en la descripción de situaciones de miseria.
La obra se centra en la tradición tenebrista de Rojas en la cual los negros, betunes profundos y sienas tostados contrastando con un violentísimo contraste lumínico de tonos cobrizos, naranjas, ocres dorados y resaltantes amarillos.